# جان بول جراندجين دي فوتشي
جان بول جراندجين دي فوتشي (بالفرنسية: Jean-Paul Grandjean de Fouchy )‏ (و. 1707 – 1788 م) هو عالم فلك من فرنسا . ولد في باريس . وكان عضواً في الجمعية الملكية، والأكاديمية الفرنسية للعلوم .
توفي في باريس، عن عمر يناهز 81 عاماً.